# Christian Scheffler (Handballspieler)
Christian Scheffler (* 29. März 1972 in Hamburg) ist ein ehemaliger deutscher Handballspieler.
Scheffler, der mit der Rückennummer 13 auflief, spielte meist auf Linksaußen. In der Jugend begann Scheffler beim Niendorfer TSV mit dem Handballspielen. Noch in der Jugend wechselte er zum TSV Ellerbek. In der Handball-Bundesliga spielte er ab 1991 beim THW Kiel. Nach zwölf Jahren beim THW Kiel ließ er ab 2003 seine Karriere beim Polizei SV Kiel ausklingen.
In seiner Zeit als Bundesligaspieler erzielte er in insgesamt 318 Bundesligaspielen 672 Tore, davon 4 per Siebenmeter. Für die deutsche Nationalmannschaft, mit der er an den Olympischen Spielen 1996 in Atlanta teilnahm, bestritt Scheffler 49 A-Länderspiele, in denen er 107 Tore erzielte.
Scheffler durchlief eine Ausbildung zum Kaufmann der Grundstücks- und Wohnungswirtschaft und wurde in diesem Beruf für ein Kieler Unternehmen tätig. Er war mit Anja verheiratet, mit der er zwei Söhne hat.
Später war Scheffler Trainer der männlichen D1 beim TSV Kronshagen.

## Erfolge
- Deutscher Meister 1994, 1995, 1996, 1998, 1999, 2000 und 2002
- DHB-Pokal 1998, 1999 und 2000
- DHB-Supercup 1995 und 1998
- EHF-Pokal 1998 und 2002
- EHF-Champions-League-Finalist 2000

- 7. Platz bei den Olympischen Spielen 1996
- 8. Platz bei der EM 1996
- 4. Platz bei der WM 1995
- 9. Platz bei der EM 1994